# Araconaque (Solcane)
Araconaque (em turco: Arakonak) ou Guirvasse (em curdo: Girvas) é uma cidade (belde) no distrito de Solcane, da província de Bingol, na Turquia. Segundo o censo de 2021, possui 2 601 habitantes. É povoada por curdos da tribo dos quilanitas (Xilan). É dividida nos bairros de Carxeiaca (Karşıyaka), Cultur (Kültür) e Merquez (Merkez).